# Назарук Василь Ількович
Василь Ількович Назарук (нар. 26 червня 1946, Ольшанки) — український літературознавець, перекладач.

## З біографії
Народився 26 червня 1946 року у селі Ольшанки Білопідляського воєводства (Польща) в багатодітній родині. Закінчив Варшавський університет і викладає там українську літературу. У 1976 році захистив кандидатську дисертацію «Поетична творчість Івана Драча», досліджує творчість Пантелеймона Куліша, В. Самійленка, Миколи Бажана, Богдана-Ігоря Антонича, О. Лапського та інших авторів, перекладає твори Тараса Шевченка польською мовою, польських поетів українською мовою.

## Окремі праці
- Назарук В. Пошук нового в західноукраїнському мистецтві слова та естетиці // Варшавські українознавчі зошити. 4-5: Польсько-українські зустрічі / За ред. С. Козака. — Варшава, 1997. — С. 523—533.
- Василь Назарук // Українського цвіту по всьому світу. — К.: ТОВ «Світ Успіху», 2008. — С. 172—173.
- Nazaruk B. Eros i Tanatos w poezji Antonycza // Warszawskie Zeszyty Ukrainoznawcze. — Warszawa, 2000. — Z. 10. — S. 179—190.
- Nazaruk B. Religijne źródła poezji Bohdana Ihora Antonycza // Warszawskie Zeszyty Ukrainoznawcze. — Warszawa, 2001. — S. 268—284.